# Spoorlijn Berlijn - Blankenheim
De spoorlijn Berlijn - Blankenheim ook wel Berlin-Blankenheimer Eisenbahn of Wetzlarer Bahn genoemd is een Duitse spoorlijn als lijn 6118 tussen Berlin-Charlottenburg en Blankenheim Trennungsbf onder beheer van DB Netze.
Het traject was als onderdeel van de Kanonenbahn tussen Berlijn en Metz.

## Geschiedenis
Het traject werd door de Königliche Eisenbahndirektionen (KED) Berlin in fases geopend:
- 1 juli 1882: Charlottenburg - Grunewald
- 15 april 1879: Grunewald - Sandersleben
- 10 januari 1877: Sandersleben - Hettstedt
- 15 april 1879: Hettstedt - Blankenheim

Het traject tussen Wiesenburg en Güsten werd in 2004 stilgelegd.

## Treindiensten

### Deutsche Bahn
De Deutsche Bahn verzorgt het personenvervoer op dit traject met RE- / RB-treinen.

### S-Bahn
De S-Bahn, meestal de afkorting voor Stadtschnellbahn, soms ook voor Schnellbahn, is een in Duitsland ontstaan (elektrisch) treinconcept, welke het midden houdt tussen de Regionalbahn en de Stadtbahn. De S-Bahn maakt meestal gebruik van de normale spoorwegen om grote steden te verbinden met andere grote steden of forensengemeenten. De treinen rijden volgens een vaste dienstregeling met een redelijk hoge frequentie

## Aansluitingen
In de volgende plaatsen was of is er een aansluiting van de volgende spoorwegmaatschappijen:

### Berlin-Charlottenburg
- diverse richtingen S-Bahn in Berlijn

### Berlin Westkreuz
- Berliner Ringbahn spoorlijn rond het centrum van Berlin

### Berlin Wannsee
- Friedhofsbahn spoorlijn tussen Berlin Wannsee en Stahnsdorf

### Griebnitzsee Ost
- Berlin-Potsdam-Magdeburger Eisenbahn spoorlijn tussen Station Berlin Potsdamer Platz en Maagdenburg

### Bergholz
- Berliner Außenring spoorlijn rond de stad Berlijn

### Michendorf
- van Saarmund
- naar Jüterbog en naar Seddin G

### Seddin
- Umgehungsbahn spoorlijn naar Potsdam, naar Jüterborg en tussen Jüterbog en Oranienburg via Potsdam, Nauen en Kremmen

### Belzig
- Brandenburgische Städtebahn spoorlijn van Belzig naar Neustadt (Dosse) en Treuenbrietzen en tussen Neustadt (Dosse) en Treuenbrietzen via Brandenburg

### Wiesenburg
- Wiesenburg - Roßlau spoorlijn tussen Wiesenburg en Roßlau

### Güterglück
- Maagdenburg - Dessau spoorlijn naar Maagdenburg, van Dessau en tussen Maagdenburg en Dessau

### Calbe
- Maagdenburg - Leipzig spoorlijn naar Maagdenburg, van Leipzig en tussen Maagdenburg en Leipzig
- Bernburg - Calbe spoorlijn tussen Bernburg en Calbe

### Güsten
- Schönebeck - Güsten spoorlijn tussen Schönebeck en Güsten
- Köthen - Aschersleben spoorlijn tussen Köthen en Aschersleben

### Sandersleben
- Halle - Halberstadt spoorlijn tussen Halle en Halberstadt

### Hettstedt
- Halle-Hettstedter Eisenbahn-Gesellschaft spoorlijn tussen Halle en Hettstedt

### Klostermansfeld
- Klostermansfeld - Wippra spoorlijn tussen Klostermansfeld en Wippra
- Elektrische Kleibahn im Mansfelder Bergrevier (EKM) smalspoornet voor kolenvervoer rond Klostermansfeld

### Blankenheim Trennungsbf
- Halle-Kasseler Eisenbahn spoorlijn tussen Halle en Kassel Hbf

## Elektrische tractie
De S-Bahn van Berlin maakte gebruik van een derde rail. Dit net is geëlektrificeerd met een spanning van 800 volt gelijkstroom.
Het traject tussen Berlin en Güterslück werd geëlektrificeerd met een spanning van 15.000 volt 16⅔ Hz wisselstroom.